# Obscura
Obscura — немецкий музыкальный коллектив, играющий в стиле техничный дэт-метал / прогрессивный дэт-метал. Группа была основана в 2002 году в городе Ландсхут, Германия, вокалистом и гитаристом Штеффеном Куммерером. Группа получила известность, когда бывшие участники музыкальных коллективов Necrophagist и Pestilence присоединились для записи альбома группы под названием «Cosmogenesis».
На группу оказали влияние немецкие философы Артур Шопенгауэр, Иоганн Вольфганг фон Гёте и Фридрих Вильгельм Йозеф фон Шеллинг, чьи работы по натурфилософии сформировали концептуальное основание для лирики альбомов группы.

## История группы
Группа была основана в 2002 году гитаристом и вокалистом Штеффеном Куммерером. Своё название получила в честь альбома Gorguts Obscura. Закончив в августе 2004 года свой дебютный альбом «Retribution», который был выпущен собственными силами в 2006 году, группа отправилась в европейский тур вместе с Suffocation. В 2007 году барабанщик Ханнес Гроссман (экс-Necrophagist), басист Йерун Пол Тесселинг и гитарист Кристиан Мюнцнер (экс-Necrophagist) были приняты в группу как постоянные участники.

### Cosmogenesis (2009)
В сентябре 2008 года группа подписала контракт с лейблом Relapse Records на выпуск второго полноформатного альбома «Cosmogenesis» в первой половине 2009 года. Альбом разошелся приблизительным тиражом в 900 копий в США на первой неделе продаж и дебютировал на 71 месте в чарте Top New Artist Albums. Группа отправилась в первый североамериканский тур в апреле 2009 года вместе с Cannibal Corpse. В течение года группа отыграла более 160 шоу по всему миру в поддержку таких групп как Atheist, the Black Dahlia Murder и Cannibal Corpse. Первый тур группы в качестве хедлайнера состоялся в том же году в США. В 2010 году группа отправилась в тур по Японии в поддержку таких групп как Nile и Triptykon. 16 февраля 2010 года было выпущено переиздание дебютного альбома «Retribution» с тремя бонус треками. «Cosmogenesis» занимает 82 позицию в списке «100 самых важных дэт-метал альбомов» издания Metal Storm.

### Omnivium (2011)

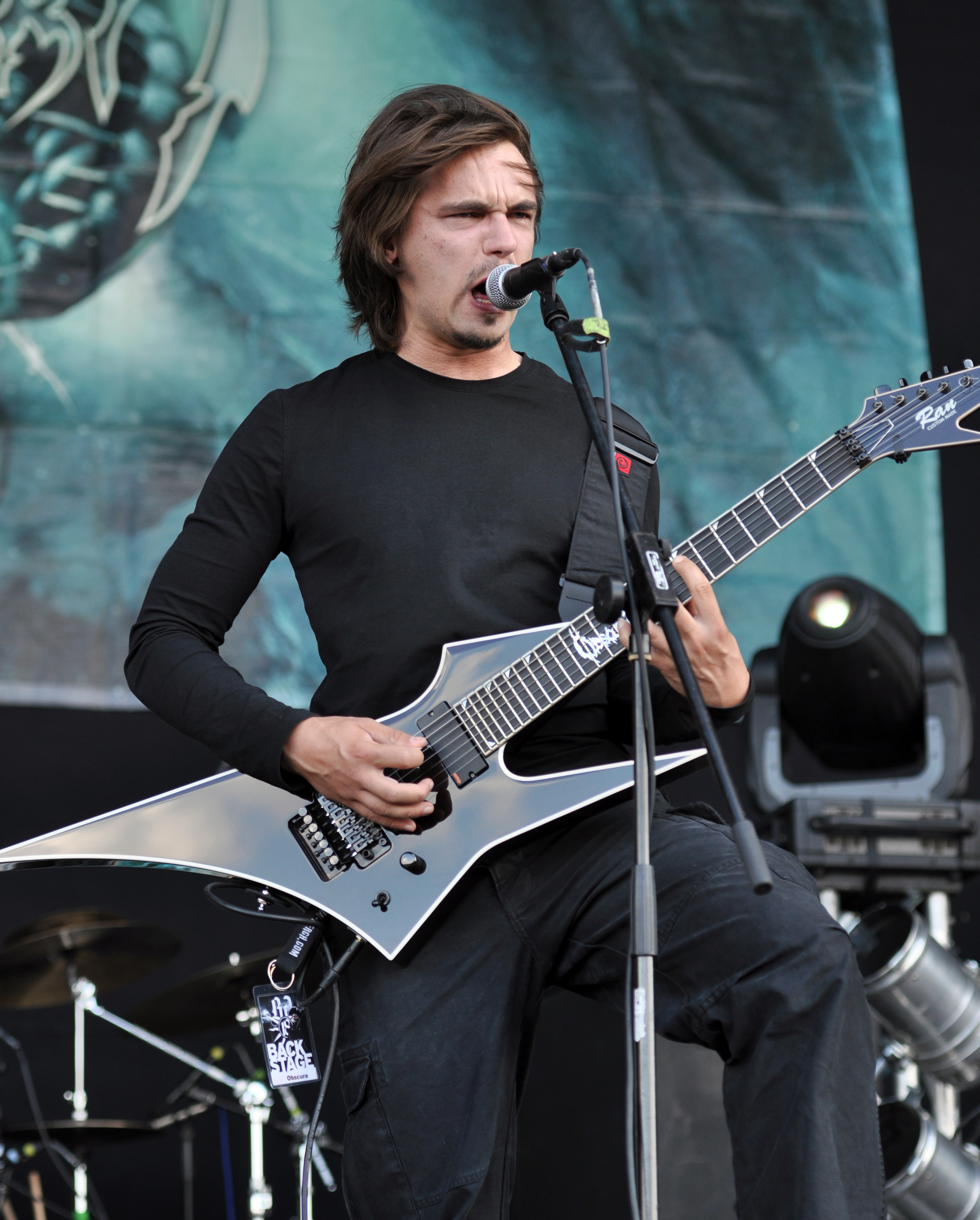
Основатель и фронтмен группы Штеффен Куммерер на ежегодном музыкальном фестивале Party.San Open Air в 2013 году.

Третий полноформатный альбом «Omnivium» был выпущен 29 марта 2011 года на лейбле Relapse Records. Альбом был в процессе написания в течение двух лет. Участники группы писали песни удаленно друг от друга и пересылали их через интернет. Лирическая основа альбома была написала Штеффеном Куммерером и основана на вопросах религии и этапах развития человечества берущими начало с трудов немецкого философа Фридриха Шеллинга. Альбом получил позитивные отклики во всем мире. Более 2000 копий альбома было продано на первой недели продаж в США. Альбом дебютировал под номером 11 в американском чарте Top Heatseekers и под номером 14 в немецком чарте Media Control Newcomer.
Оформление альбома следует определённой цветовой схеме и является частью последовательности концепции четырёх альбомов группы. Орайон Ландау, который также оформлял предыдущие альбомы группы был ответственен за развитие идеи оформления общей концепции альбомов.

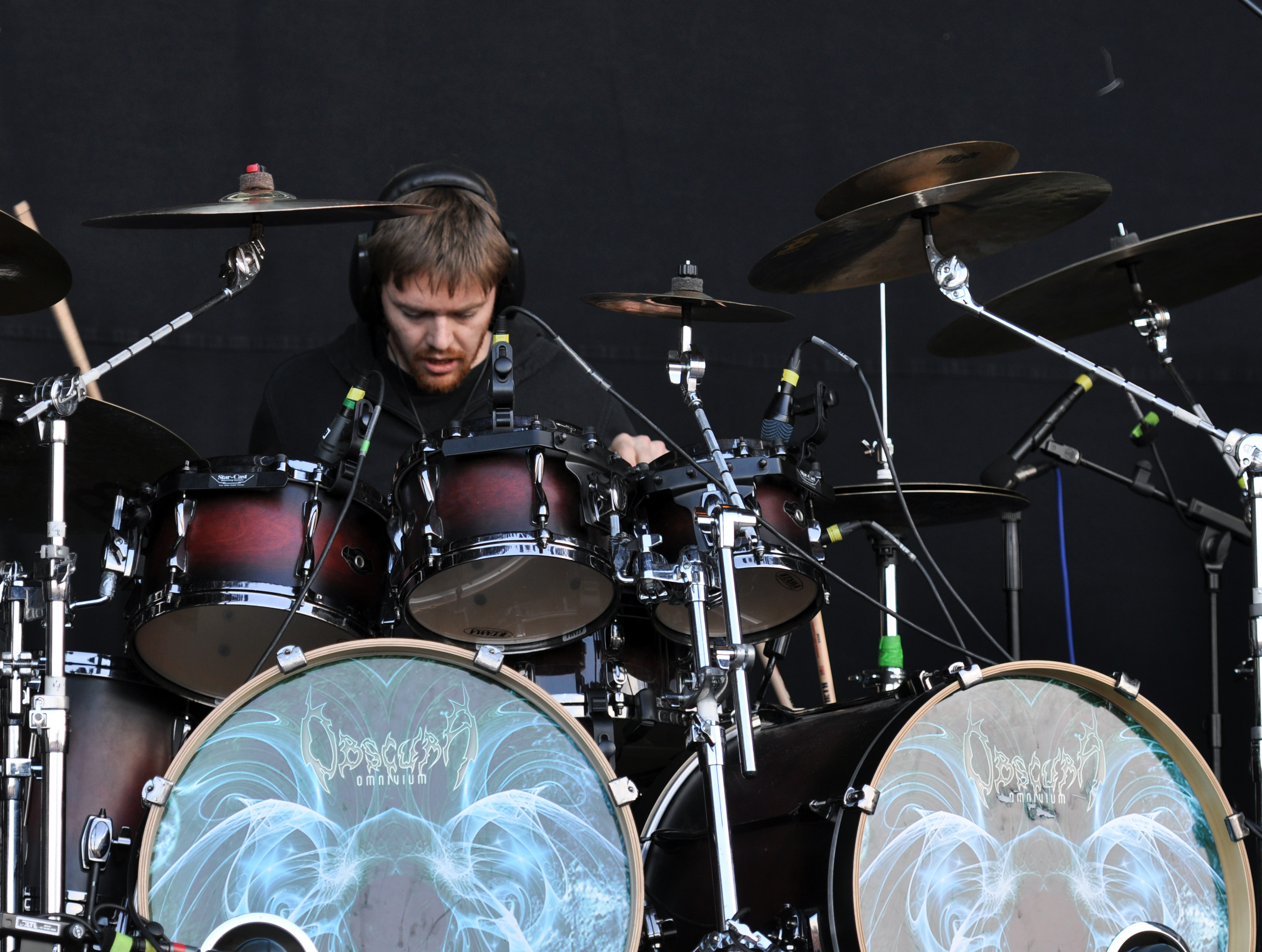
Ханнес Гроссман на ежегодном музыкальном фестивале Party.San Open Air в 2013 году, покинувший группу в 2014 году.

В том же году басист Йерун Пол Тесселинг покинул группу из-за загруженности работой и желанием двигаться дальше в музыкальном плане. Позже, по его словам, причины ухода из группы были в экономических и возрастных причинах, как являющиеся поводом для воссоединения с группой Pestilence.
В сентябре 2011 года Тесселинг был заменен Линусом Клауснитцером, который также является басистом в группах Fall of Serenety и Noneuclid. Группа провела 164 концерта в туре под названием «Omnivium Worldtour» приуроченным в честь выхода третьего альбома, после чего отправилась в европейский тур вместе с такими группами как Hate Eternal, Beneath the Massacre и Defiled. Они также играли в поддержку групп Children of Bodom и Devin Townsend в североамериканском туре. В августе группа анонсировала первый тур по юго-восточной Азии. Выступления прошли в Таиланде, Индонезии, Сингапуре и Объединённых Арабских Эмиратах. Ноябрь и декабрь того же года ознаменовали собой тур вместе с группами Abysmal Dawn и Last Chance to Reason. В марте и апреле 2012 года группа провела тур в поддержку таких групп как Spawn of Possession, Gorod и Exivious. Для продвижения альбома «Omnivium» был проведен тур по Японии с группой Beneath the Massacre и Defiled в июне 2012 года.

### Illegimitation (2012)

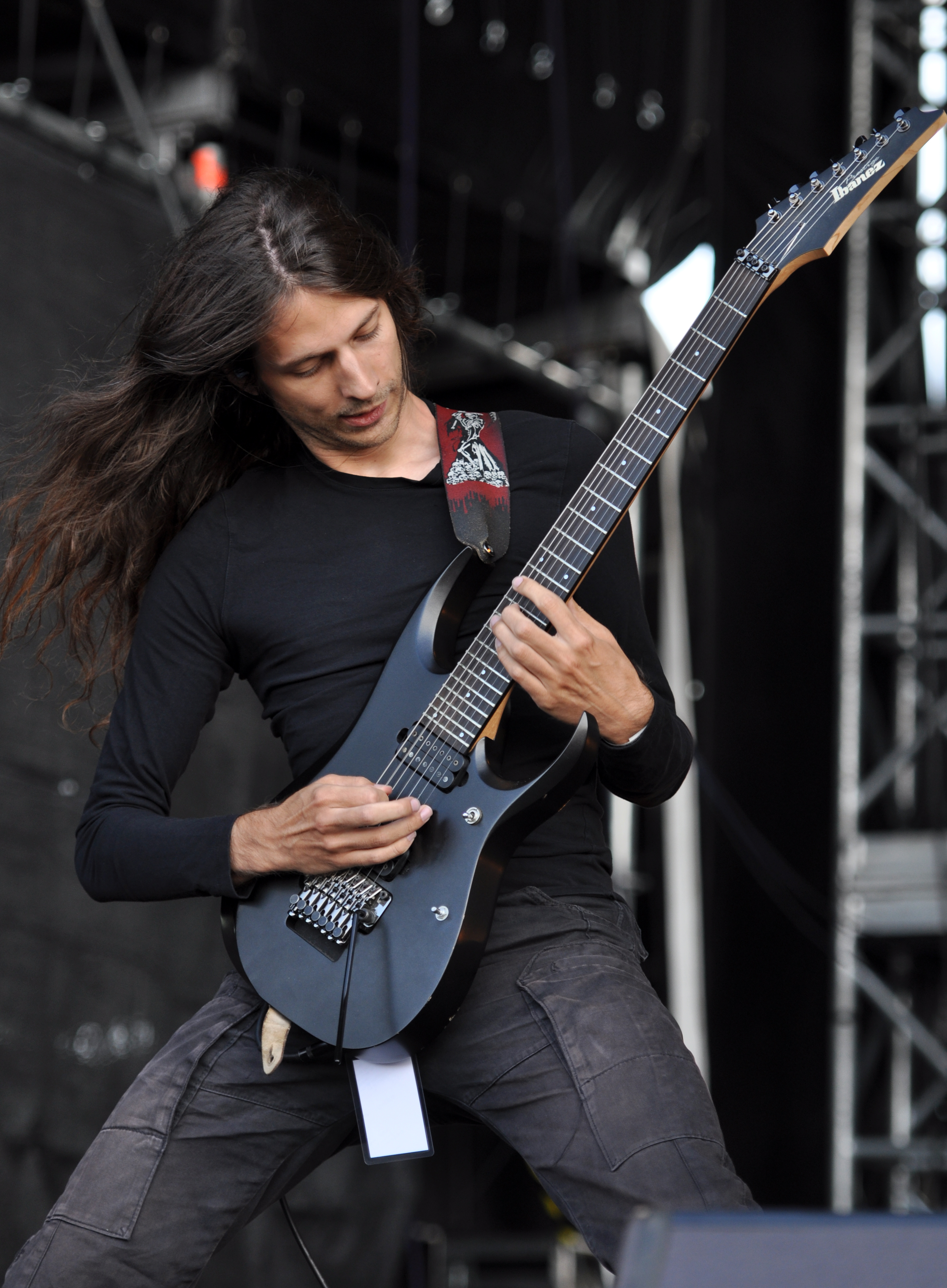
Гитарист Кристиан Мюнцер на ежегодном музыкальном фестивале Party.San Open Air в 2013 году, покинувший группу в 2014 году.

В конце 2011 Obscura начали краудфандинговую компанию для выпуска альбома компиляции под названием «Illegimitation», который включал в себя первые демо записи группы, демо из второго альбома «Cosmogenesis» и три кавер-версии песен групп Death, Atheist и Cynic. В течение 60 дней группе удалось собрать 14,600$ в виде пожертвований, что превысило их начальную финансовую цель почти в 5 раз.
В честь десятилетия группы они отправились в тур на специальное ежегодное шоу 15 декабря 2012 года в их родном городе Ландсхут, Германия с поддержкой со стороны групп Dark Fortress и Hokum. Это шоу также отметило конец тура «Omnivium Worldtour». В марте 2013 года группа отправилась в европейский тур при поддержке Aeon, Deadborn и Over Your Threshold.

### Akroasis (2016)
В 2014 группу покинули барабанщик Ханнес Гроссман и гитарист Кристиан Мюнцнер. Как заявил Мюнцер, он покинул Obscura по собственному желанию, и никаких разногласий между остальными участниками не было. Причин он назвал две. Первая — желание посвящать себя другой музыке и проектам, времени на которые, в связи с серьезной занятостью в Obscura, у него не было. К тому же он рассказывал, что уже не настолько заинтересован в подобной музыке, потому это было бы нечестным к поклонникам группы и другим музыкантам. Вторая причина — состояние здоровья. Из-за фокальной дистонии Мюнцер практически не мог играть на рубеже 2011—2012 гг., и несмотря на то, что он уже порядочно восстановился, он не видит возможности подводить Obscura. Гроссман заявил, что основной причиной его ухода из группы — музыкальные разногласия с лидером Штеффеном Куммерером. Как рассказал барабанщик, несовпадения их взглядов на будущее группы привели к тому, что он решил не портить отношения с другими музыкантами. В связи с уходом музыкантов Obscura отложили запись нового материала до конца года и начали поиск замены. Найдя замену в лице Тома Гелдшлэгера и барабанщика Себастьяна Лансера из немецкой джаз-фьюжн группы Panzerballett Obscura должна была отправиться в тур по США и выступление на фестивале 2015 Summer Slaughter Tour, но из-за визовых проблем группе не удалось этого сделать. В том же году для записи следующего полноформатного альбома под названием «Akroasis» в группу был принят гитарист Рафаэль Трухильо заменив Гелдшлэгера в июле 2015 года. Рафаэль Трухильо изучает джаз в консерватории Амстердамского университета Искусств.
Четвёртый полноформатный альбом «Akroasis» был выпущен 5 февраля 2016 года на лейбле Relapse Records. Альбом дебютировал на 5 позиции в чарте Top New Artist Albums (Heatseekers).
13 июля 2018 году вышел альбом «Diluvium».
В 2020 году Линус Клаусенитцер, Рафаэль Трухильо и Себастьян Лансер покинули группу, основав проект Obsidious. В группу, после почти десятилетнего отсутствия, вернулся Йерун Пол Тесселинг. За ударную установку пригласили Давида Дипольда. Также, после шестилетнего отсутствия, в группу вернулся Кристиан Мюнцнер.
В 2021 году вышел новый альбом "A Valediction", а в 2023 Live альбом "A Celebration I"

## Состав группы

### Нынешние участники
- Штеффен Куммерер (Steffen Kummerer) — вокал, соло и ритм-гитара (с 2002 года)
- Кевин Олаз (Kevin Olasz) — соло и ритм-гитара (с 2024 года)
- Йерун Пол Тесселинг (Jeroen Paul Thesseling) — бас (2007—2011, с 2020 года)
- Давид Дипольд (David Diepold) — барабаны (с 2020 года)

### Бывшие участники
- Армин Зайтц (Armin Seitz) — гитара (2002—2004)
- Мартин Кетцер (Martin Ketzer) — бас, вокал (2002—2004)
- Йонас Баумгартль (Jonas Baumgartl) — барабаны (2002—2007)
- Штефан Бергбауер (Stephan Bergbauer) — гитара (2004)
- Маркус Лемпш (Markus Lempsch) — гитара (2005—2007)
- Йонас Фишер (Jonas Fischer) — бас (2005-07)
- Ханнес Гроссман (Hannes Grossmann) — барабаны (2007—2014)
- Том Гельдшлегер (Tom Geldschläger) — гитара (2014—2015)
- Линус Клаусенитцер (Linus Klausenitzer) — бас (2011—2020 )
- Рафаэль Трухильо (Rafael Trujillo) — гитара (2015—2020)
- Себастьян Лансер (Sebastian Lanser) — барабаны (2014—2020)
- Кристиан Мюнцнер (Christian Munzner) — гитара (2008-2014, 2020-2024)

### Участники живых выступлений
- Эрнст «Azmo» Вурдак (Ernst «Azmo» Wurdak) — бас (2004)
- Йюрген Зинтз (Jürgen Zintz) — гитара (2004—2005)
- Андреас «Hank» Нуско (Andreas «Hank» Nusko) — бас (2004—2005)
- Герд Плешгаттерниг (Gerd Pleschgatternig) — бас (2005)
- Seraph — барабаны (2007)
- Йоаннс Ренниг (Johannes Rennig) — гитара (2007)
- Джейкоб Шмидт (Jacob Schmidt) — бас (2009, 2010, 2011)
- Стив ДиДжорджио — бас (2010)

## Дискография

### Демо
- Illegimitation (2003)

### Студийные альбомы
- Retribution (2004)
- Cosmogenesis (2009)
- Omnivium (2011)
- Akróasis (2016)
- Diluvium (2018)
- A Valediction (2021)
- A Sonication (2025)

### Синглы
- Solaris (2021)

### Компиляции
- Illegimitation (2012)

### Книги
- Obscura — Cosmogenesis — Official tablature (2010)
- Obscura — Omnivium — Official tablature (2012)
- Obscura — Guitar Anthology — Official tablature (2015)
- Obscura — Akroasis — Official tablature (2016)

### Видеоклипы
- Anticosmic Overload (2009)
- Akróasis (2015)
- Ten Sepiroth (2016)
- Solaris (2021)
- A Valediction (2021)
- When Stars Collide (2021)